# Dave Zoller
David P. „Dave“ Zoller (* 1941 in Tiffin (Ohio); † 9. November 2020 in Dallas, Texas) war ein US-amerikanischer Jazzmusiker (Piano, Arrangement, Komposition).

## Leben und Wirken
Zoller wuchs in Ohio auf und verbrachte dort einen Großteil seiner Kindheit. Schon in jungen Jahren nahm er Klavierunterricht und kam mit 13 Jahren zum Jazz, nachdem er bei den Pfadfindern ein Album von Dave Brubeck gehört und ihm seine Großmutter eine Schallplatte des Count Basie Orchestra gekauft hatte. Er lernte das Spielen von Jazz-Piano-Licks von Größen wie Oscar Peterson, Bill Evans und Thelonious Monk, indem er die Schallplatten mit dem Tonbandgerät seines Vaters aufnahm und immer wieder abspielte. Nach der High School studierte er zunächst Chemie an der Southern Methodist University, was er bald aufgab, um dann als Klavierspieler in einer Kette von Cocktail-Lounges von Holiday Inn aufzutreten. Nachdem er seinen Wehrdienst abgeleistet hatte, studierte er ab 1965 Komposition und Musiktheorie an der University of Missouri in Kansas City. Hier lernte er seine künftige Frau kennen, Bettye Pierce Zoller, mit der er zwei Söhne hatte. Die Familie zog 1969 nach Dallas; er spielte nachts mit Bettye und anderen Musikern Club-Gigs und arbeitete tagsüber als hauseigener Komponist, Arrangeur und Performer in den TM Studios, einem der florierenden Jingle-Unternehmen in Dallas. Bei TM schuf er Hunderte von Werbespots für lokale, regionale und nationale Unternehmen.
Gemeinsam mit seiner zweiten Frau, der Jazzsängerin Genie Grant, nahm Zoller drei Alben auf, Trav’lin’ Light, Love Me Like I Am und Blame It on My Youth. Zu seinen eigenen Alben, die ab 1993 entstanden sind, gehören 3x4x3, Snug Harbor, Love Song to a Genie, Evidence: Music of Thelonious Monk und Daybreak Express, eine Sammlung von Duke Ellington/Billy-Strayhorn-Stücken (live im Texas Theatre mitgeschnitten). 1985 wurde er Pianist und musikalischer Leiter bei Al Hirt, mit dem er in den Vereinigten Staaten und in Kanada auftrat. Im Bereich des Jazz war er laut Tom Lord zwischen 1993 und 2017 an 22 Aufnahmesessions beteiligt, neben den eigenen Alben auch mit Pete Petersen and The Collection Jazz Orchestra, Melani Skybell und Ron Jones. Seine Kompositionen wurden auch von Lou Fischer und von der University Of North Texas Two O’Clock Lab Band eingespielt. Noch kurz vor seinem Tod nahm er ein Soloalbum Solitude auf, das noch nicht veröffentlicht ist.
Dave Nathan verlieh Zollers Album Between Us Cats (2001 mit dem Gitarristen/Bassisten Fred Hamilton) in AllMusic vier Sterne und lobte das Zusammenspiel der beiden Veteranen; „Ob im Einklang gespielt oder verschiedene Improvisationsideen getrennt, aber gleichzeitig, alles scheint genau richtig zu passen, als ob sie schriftliche Partituren verwenden würden. Das Gefühl der Improvisation ist ohne die oft damit einhergehende Anarchie vorhanden.“